# Jive Records Presents: UGK Chopped and Screwed
Albums de UGK
Best of UGK
(2003) Underground Kingz
(2007)
Jive Records Presents: UGK Chopped and Screwed est une compilation d'UGK, sortie le 7 décembre 2004.

## Liste des titres
| No  | Titre                                                       | Durée |
| --- | ----------------------------------------------------------- | ----- |
| 1.  | One Day (featuring 3-2 et Ronnie Spencer)                   | 6:16  |
| 2.  | Diamonds & Wood                                             | 4:37  |
| 3.  | Something Good                                              | 6:25  |
| 4.  | Pimpin' Ain't No Illusion (featuring Kool-Ace et Too $hort) | 7:33  |
| 5.  | Front, Back & Side To Side (featuring Smoke D)              | 6:45  |
| 6.  | Pocket Full of Stones (Pimp C Remix)                        | 5:18  |
| 7.  | Let Me See It                                               | 5:22  |
| 8.  | Choppin' Blades                                             | 6:35  |
| 9.  | Take It Off                                                 | 4:34  |
| 10. | Belts to Match (featuring Smitty et Sonji)                  | 5:25  |
| 11. | Fuck My Car                                                 | 4:23  |
| 12. | Pinky Ring                                                  | 5:55  |